# 7120 Davidgavine
A 7120 Davidgavine (ideiglenes jelölés 1989 AD3) a Naprendszer kisbolygóövében található aszteroida. Robert H. McNaught fedezte fel 1989. január 4-én.